# الدوري الإيطالي الدرجة الثانية 1958–59
الدوري الإيطالي الدرجة الثانية 1958–59 (بالإيطالية: Serie B 1958-1959)‏ هو موسم من الدوري الإيطالي الدرجة الثانية. أقيم خلال الفترة 21 سبتمبر 1958 وحتى 6 يونيو 1959، وأشرف على تنظيمه Lega Nazionale Professionisti ‏، وكان عدد الأندية المشاركة فيه 20، وفاز فيه أتالانتا.